# Mariona Ribas
Mariona Ribas i Deu (Sabadell, Barcelona, 18 de junio de 1984) es una actriz española.

## Biografía
Tiene estudios de música y danza contemporánea y jazz.

### Televisión
En televisión debutó en el canal autonómico catalán TV3 en la serie El cor de la ciutat. Posteriormente participó en diversas series de Telecinco: MIR, Amistades peligrosas, Hospital Central, de Cuatro: Gominolas; y de Antena 3: El internado. Estos dos últimos papeles le reportaron algo de fama, aunque en la serie de Antena 3 solo apareció en la tercera temporada y un capítulo de la cuarta temporada.
En 2009 participó en Los misterios de Laura durante un episodio y en la tv-movie Belvilacqua. En 2011 en la serie 14 de abril. La República, interpretando el papel de Mercedes León, la prometida de Fernando, el primogénito de los De la Torre. En 2013 trabajó en la Tv-Movie Los días de gloria sobre la vida de Mario Conde en Telecinco, interpretando el papel de su esposa Lourdes Arroyo.
En 2016 se incorporó a la serie Amar es para siempre de Antena 3 interpretando el papel de Marta Novoa una de las protagonistas de la 5ª temporada. Continuó con el papel protagonista en la 6ª temporada, abandonando el serial en agosto de 2018 tras un total más de 500 capítulos.

### Teatro
Mariona Ribas lleva sobre las tablas casi ininterrumpidamente desde que debutó con un personaje protagonista en el 2002 con la obra Tempesta de neu, bajo la dirección de Manuel Dueso. Luego llegaron más montajes, como Ja en tinc 30, dirigida por Ángel Llàcer, o en La Regenta, Una historia catalana y La ratonera.

## Filmografía

### Televisión
| Año                      | Serie                           | Cadena    | Personaje               | Episodios     |
| ------------------------ | ------------------------------- | --------- | ----------------------- | ------------- |
| 2000 - 2005; 2007 - 2009 | El cor de la ciutat             | TV3       | Marta Vendrell Miralles | 861 episodios |
| 2005                     | Más que hermanos                | TV3       | Marta                   | TV Movie      |
| 2005                     | Hospital Central                | Telecinco | Ana Márquez             | 5 episodios   |
| 2006                     | Amistades peligrosas            | Cuatro    | Amanda                  | 21 episodios  |
| 2007                     | MIR                             | Telecinco | Paz Escandón            | 7 episodios   |
| 2007                     | Música secreta                  | TV3       | Enfermera               | TV Movie      |
| 2007                     | Gominolas                       | Cuatro    | Noelia                  | 7 episodios   |
| 2008                     | El internado                    | Antena 3  | Nora Díez               | 10 episodios  |
| 2009                     | Los misterios de Laura          | La 1      | Carmen García           | 1 episodio    |
| 2009                     | Belvilacqua                     | La 1      | Virginia Chamorro       | 1 episodio    |
| 2011; 2018 - 2019        | 14 de abril. La República       | La 1      | Mercedes León           | 29 episodios  |
| 2012                     | Gran Hotel                      | Antena 3  | Elena                   | 1 episodio    |
| 2013                     | Mario Conde, los días de gloria | Telecinco | Lourdes Arroyo          | 2 episodios   |
| 2014                     | El día 9                        | TV3       | Veïna                   | 1 episodio    |
| 2016 - 2018              | Amar es para siempre            | Antena 3  | Marta Novoa Feijóo      | 497 episodios |
| 2018 - 2019              | Centro médico                   | La 1      | Esther González         | 164 episodios |
| 2020                     | Jo també em quedo a casa        | TV3       | Sara                    | 20 episodios  |
| 2023                     | La Mirada de la Fiona           | 3Cat      |                         | 6 episodios   |

### Largometrajes
| Año  | Título                   | Personaje | Director               |
| ---- | ------------------------ | --------- | ---------------------- |
| 2014 | Perdona si te llamo amor | Miriam    | Joaquín Llamas         |
| 2023 | Que nadie duerma         | Fátima    | Antonio Méndez Esparza |

### Cortometrajes
- Gemidos, reparto. Dir. Pedro Ribosa (2005)
- Destino, reparto. Dir. Marta Juanola (2014)

### Teatro
| Año         | Obra                    | Director        | Teatro                                  |
| ----------- | ----------------------- | --------------- | --------------------------------------- |
| 2002 - 2003 | Tempesta de neu         | Manuel Dueso    | Sala Muntaner, Barcelona                |
| 2004        | Ja en tinc 30!          | Àngel Llàcer    | Teatro Condal, Barcelona                |
| 2005 - 2006 | Jugando con Molière     | Esteve Polls    | Teatro de Ponent, Granollers            |
|             | El poema de Nadal       | Esteve Polls    | Teatro de Ponent, Granollers            |
|             | Shakespeare vs. Sagarra | Esteve Polls    | Teatro de Ponent, Granollers            |
|             | Vers per on!            | Esteve Polls    | Teatro de Ponent, Granollers            |
| 2013        | Una historia catalana   | Jordi Casanovas | Teatre Nacional de Catalunya, Barcelona |
| 2014        | La ratonera             | Victor Conde    | Teatro Apolo, Barcelona                 |